# Francesco Rizzi
Francesco Rizzi (Bari, 12 settembre 1899 – Roma, 28 giugno 1974) è stato un ingegnere e generale italiano, pioniere dell'Aeronautica Militare Italiana.

## Biografia

Il capitano Francesco Rizzi, in divisa bianca al centro della foto, mentre accompagna il re Vittorio Emanuele III a visitare la Fiera del Levante

Laureato in Ingegneria Industriale al Politecnico di Milano nell'ottobre del 1922, entrò a far parte dell'Aeronautica Militare Italiana sin dal 1923, anno della sua costituzione.
Fu il primo direttore della Direzione delle Costruzioni Aeronautiche di Napoli a partire dal 1927, a quel tempo la più grande (rispetto a Torino, Milano, Padova e Roma) per estensione: a nord comprendeva la Toscana, l'Umbria e le Marche e a Sud le isole e le colonie; nell'ambito della D.C.A. di Napoli operavano importanti industrie tra cui l'Alfa Romeo, la Navalmeccanica, le Ferroviarie Meridionali, che costituivano il glorioso “polo aeronautico partenopeo”. 
Grande fu il contributo di Rizzi (allora capitano) per il successo della trasvolata atlantica di Cesare Sabelli e George Pond, tanto da meritargli un particolare encomio.
Insegnò “Costruzione degli aerei” e “Tecnologia dei materiali aeronautici” nei corsi universitari dell'Accademia Aeronautica.
Successivamente, a partire dal 1936, ebbe maggiori e importanti responsabilità a livello centrale presso il Ministero dell'Aeronautica, ove, tra l'altro, nel periodo precedente la seconda guerra mondiale, fu l'ideatore di una organizzazione tecnica fatta di assistenza ai reparti, di officine (SRAM) e di recuperi (SRER), prodromo delle attuali organizzazioni tecniche dell'Aeronautica Militare e che si rivelò tatticamente e strategicamente decisiva.
Ebbe la stima e l'apprezzamento degli esponenti più qualificati e rappresentativi del mondo aeronautico di quel tempo, tra cui Gaetano Arturo Crocco, Cesare Cremona, Giuseppe Gabrielli, Antonio Eula, Santini, Luigi Broglio, e gli ingegneri Angelo Ambrosini, Simone Pierro, Stefanutti.
Fu sempre particolarmente legato al paese di origine, Canosa di Puglia,  impegnandosi in vario modo nel sociale, avviando diverse iniziative per costituire nuovi centri di interesse culturale, sportivo e assistenziale e stringendo sempre più nel tempo i suoi legami con la cittadinanza canosina.
Gerardo Chiancone, suo concittadino e caro amico, ha scritto di lui: “Fu uomo di azione e visse con il sostanziale ottimismo e con l'incessante fervore dell'uomo di fede, animato dallo spirito di fraternità che è fermento vitale della civiltà cristiana, che sola può salvare i popoli dalla catastrofe a cui conducono i miti materialistici e totalitari”.